# 新・演歌名曲コレクション10. -龍翔鳳舞-
『新・演歌名曲コレクション10. −龍翔鳳舞−』は、日本の演歌歌手氷川きよしのアルバム。2019年10月22日発売。発売元は日本コロムビア。

## 概要
Aタイプ・初回完全限定スペシャル盤とBタイプ・通常盤の二種リリース。Aタイプには「龍翔鳳舞」「あなたがいるから」MVが収録されたDVD付。
Aタイプ・Bタイプそれぞれ、絵柄別のスペシャルステッカーを封入。ジャケット写真及び歌詞ブックレットの写真内容が異なる。

## 収録曲
1. 龍翔鳳舞　[5:01]
作詩:原文彦
作曲:弦哲也
編曲:猪股義周
2. それぞれの花のように　[5:23]
作詩:原文彦
作曲:弦哲也
編曲:猪股義周
3. 歌は我が命　[3:42]
作詩:吉田旺
作曲:井上かつお
編曲:丸山雅仁
オリジナル歌唱:美空ひばり
4. 哀しみ本線日本海　[3:56]
作詩:荒木とよひさ
作曲:浜圭介
編曲:矢田部正
オリジナル歌唱:森昌子
5. 酒場にて　[3:35]
作詩:山上路夫
作曲:鈴木邦彦
編曲:矢田部正
オリジナル歌唱:江利チエミ
6. 北の漁場　[4:47]
作詩:新條カオル
作曲:櫻田誠一
編曲:矢田部正
オリジナル歌唱:北島三郎
7. 母恋しぐれ笠　[4:51]
作詩:原文彦
作曲:宮下健治
編曲:伊戸のりお
8. 笛吹峠　[4:53]
作詩:仁井谷俊也
作曲:宮下健治
編曲:丸山雅仁
9. 花〜すべての人の心に花を〜　[4:43]
作詩・作曲:喜納昌吉
編曲:矢田部正
オリジナル歌唱:喜納昌吉
10. かなしみのマーメイド　[3:55]
作詩:かず翼
作曲:塩野雅
編曲:Nao
11. 黒い鷲　[5:57]
作詩･作曲:Barbara
訳詩:岩谷時子
編曲:佐藤準
オリジナル歌唱:岸洋子
12. 8番目の虹の色　[4:02]
作詩:かず翼
作曲・編曲:野中“まさ”雄一
13. COME ON(ボーナス・トラック)　[3:20]
作詩・作曲:伊藤薫
編曲:鈴木豪